# Рос (Охајо)
Рос (енгл. Ross) насељено је место без административног статуса у америчкој савезној држави Охајо.

## Демографија
По попису из 2010. године број становника је 3.417, што је 1.446 (73,4%) становника више него 2000. године.
| Група             | 2000.         | 2010.         |
| Белци             | 1.927 (97,8%) | 3.340 (97,7%) |
| Афроамериканци    | 4 (0,2%)      | 8 (0,2%)      |
| Азијати           | 4 (0,2%)      | 0 (0,0%)      |
| Хиспаноамериканци | 12 (0,6%)     | 25 (0,7%)     |
| Укупно            | 1.971         | 3.417         |